# Rwandas historia

Rwanda i Afrika (i mörkblått)

## Förhistoria
Den äldsta befolkningen i regionen som man känner till var pygméfolket twa, en grupp som numera endast uppgår till 1 % av befolkningen.
Det urfolk som blivit vad vi idag uppfattar som hutuer, kom tidigt till området. Historiker är oense om omfattningen och betydelsen av tutsiers migration. Traditionellt har tutsier betraktats som hamiter från östra Afrika, möjligen från trakten där dagens oromo bor. Kolonialmakterna under tidigt 1900-tal snappade upp denna legend eftersom det understödde deras rasistiska idéer. Dagens vetenskap har ibland fortfarande en tendens att lyfta fram genetiska och kulturella skillnader mellan tutsier och hutuer. Den allmänna uppfattningen är att dessa skillnader överdrivits och i det mesta är kulturellt betingat.
Definitionen av hutuer och tutsier har skilt sig i olika tider. Huvudsakligen har det baserats på ekonomiska faktorer, och avsett de som styr och de som är underställda socialt sett. Tutsier kan ofta sägas vara längre än hutuer, men det finns otaliga uppfattningar om hur skillnaden mellan dem ska beskrivas, och utifrån vilka parametrar detta lämpligen görs. Generellt kan man även säga att tutsier tillhör samhällets övre skikt. Då det har förekommit att vissa människor har bytt grupptillhörighet, tyder skillnaden snarare på att den är samhällelig. Etniska skillnader, som man kan läsa i medierna, backas emellertid upp av militanta grupper på båda sidor.

## Statsbildning
Det moderna Rwanda anses ha sin upprinnelse som en liten stat vid sjön Muhazis strand, i den nutida staden Buganzas närhet. Mycket av Rwandas första historia är dock höljt i mörker till följd av sparsamheten i både arkeologiska undersökningar och berättelser. Kungadömet sägs ha utvidgats under kung Cyirima som belägrade omgivande platser. Bevisligen ökade Buganzas regenters makt under denna tid, men endast kortvarigt eftersom Buyoro invaderade staten.
Den muntliga traditionen slår fast att landet återuppstod något mer västerut, vid Ndugas högland. Denna nya stat förblev liten och beroende av grannländer till slutet av 1500-talet då härskaren Ruganzo Ndori utvidgade staten och återtog Buganza. De följande fyra regenterna fortsatte denna expandering.
Under mitten av 1700-talet blev Rwanda mer centraliserad och historien tydligare. Utvidgningen fortsatte och sträckte sig till stranden av sjön Kivu. Landvinningen berodde mindre på militära slag än migration som spred rwandanesisk jordbrukskultur, social organisation, och samtidigt tilltog mwamis makt. Det var först efter detta som soldatlegioner bildades längs de sårbara gränserna för att försvara sig mot inkräktare. Endast mot andra utvecklade stater som Gisaka, Bugsera och Burundi skedde landvinningen med krig.
Under monarkin kristalliserades den ekonomiska obalansen mellan hutuer och tutsier; en komplex politisk ojämvikt bildades i och med att tutsier upprättade ett hierarkiskt system med en mwami (kung). Kungen fick status av halvgud, och var ansvarig för landets välstånd. Kungens symbol var kalinga, en helig trumma med genitaler av besegrade fiender.
Mwamis makt upprättades med hundratals utspridda egendomar i hela riket. Det var mark med bananodling, boskapsmarker, och annat som utgjorde mwamis förmögenhet. De finaste egendomarna blev mwamis många fruars bostäder; en mwami kunde ha upp till tjugo fruar. Mwami färdades mellan egendomarna med sitt följe och hade sålunda full överblick över hela riket.
Hela folket förväntades att bidra till mwamis förmögenhet, och det samlades upp av mwamis administration. Under sig i hierarkin hade mwmi ett ministerråd, batware b’intebe, som under sig hade lägre chefer. I varje område fanns en chef över markerna och en annan över boskapen. Under dessa fanns dessutom bergschefer och grannskapschefer. Ungefär 95 % av dessa överordnade var tutsier.
Betydande var även de militära cheferna som övervakade statsgränserna. Dessa hade både defensiva och offensiva funktioner, då de både skulle försvara gränserna och göra boskapsraider i omgivningen. Vanligen hade en chef flera ansvarsområden. Slutligen kan biru nämnas, som spelade en viktig roll som försvarsråd till mwami, delvis gällande mwamis gudomliga krafter.
Sammantagna fungerade dessa poster som bevarandet av mwamis makt och vidmakthållandet av tutsiernas position.
Militären som placerats vid gränserna, bestod både av hutuer och tutsier från hela riket. Denna gruppering bidrog till att skapa den religiösa och språkliga enhetligheten i området, och samlade befolkningen runt mwami. Det mesta tyder på att förhållandet mellan tutsier och hutuer var tämligen fredlig denna tid. Det finns en del som tyder på att det förekom slitningar, men det mesta tyder på att samvaron var huvudsakligen fredlig.

## Kolonialtiden och tiden fram till 1994
1895 blev Rwanda en tysk koloni som en del av Tyska Östafrika. Efter Tysklands nederlag i första världskriget övertog Belgien kolonin.
Under belgiskt styre fick minoritetsfolket tutsi ledande poster och utbildning. Majoritetsfolket hutu blev förtryckta och utnyttjades som billig arbetskraft vilket ledde till missnöje. I början av 1930-talet infördes identitetskort som berättade vilken stam personen tillhörde.
Efter andra världskriget styrdes Rwanda som ett FN-mandat (under fortsatt belgisk administration) som ledde landet fram till självständighet 1962.
I november 1959 ledde missnöje bland hutubefolkningen till en revolt, med uppmuntran från den belgiska militären och den katolska kyrkan, som resulterade i att den siste monarken, Kigeri V Ndahindurwa, störtades. Hutufolket kom att dominera den nya republiken totalt och ungefär 150 000 tutsier tvingades i flera vågor fly till grannländerna under de följande decennierna. Barnen till dessa flyktingar bildade senare en rebellgrupp, Rwandas patriotiska front (RPF), i grannlandet Uganda.
1973 tog den dåvarande försvarsministern Juvénal Habyarimana kontroll över landet i en militärkupp. 1975 bildades partiet Mouvement révolutionnaire national pour le développement (MRND), som fram till 1994 var det enda tillåtna partiet i landet. I början av 1990-talet startade RPF en offensiv i syfte att tvinga Habyarimana att dela på makten och släppa in tutsier i regeringen. Det såg ut att fungera och 1993 inleddes fredsförhandlingar. På hemväg från fredsöverläggningar blev president Habyarimanas plan nerskjutet över Kigalis flygplats den 6 april 1994.

## Folkmordet
President Habtarimanas död i april 1994 blev startskottet för folkmordet i Rwanda. Då hade flera radiostationer och tidningar under lång tid hetsat mot tutsier och byggt upp hatstämningar över hela landet. Uppskattningarna av hur många som dödades varierar, men man räknar vanligen med mellan 750 000 och en miljon människor. Majoriteten av de som dödades var tutsier, men även moderata hutuer och andra föll offer för utrensningarna.

## Andra Kongokriget
Den fjärde juli 1994, intog RPF huvudstaden Kigali, satte stopp för folkmordet och övertog makten i landet. Uppskattningsvis två miljoner hutuer flydde då till grannländerna eftersom de fruktade repressalier. Sedan dess har de flesta hutuflyktingarna återvänt till Rwanda men medlemmar av Interahamwemilisen stannade kvar i östra Zaire och sågs av RPF-regimen i Rwanda som ett säkerhetshot. Efter att flera gånger fåfängt ha vädjat till världssamfundet att gripa in mot dessa beväpnade grupper invaderade rwandesiska och ugandiska regeringsstyrkor östra Zaire 1996. Detta ledde till det första Kongokriget och diktatorn Mobutu Sese Sekos fall.
Trots betydande internationella hjälpinsatser och politiska reformer har landet fortfarande problem med att utveckla ekonomin och att skapa försoning mellan folkgrupperna. De enorma folkomflyttningarna, upproriska hutuextremister och landets inblandning i två krig i grannlandet har hindrat landets utveckling.

## Paul Kagame vid makten sedan 2000
Efter folkmordet har Rwanda snabbt blivit ett helt nytt land. Ekonomin växer, korruptionen är låg och barndödligheten har halverats på tio år. Rwanda beundras både i Afrika och utanför för sin modernitet, säkerhet och utveckling. Långvarige president  Paul Kagame blev vicepresident efter år 1994, och president år 2000. Kagama anklagas ofta utifrån för att vara ett auktoritärt styre. Pressfriheten är nästan obefintlig i landet, som ligger på plats 156 av 181 på Transparency Internationals ranking. Yttrandefriheten och det politiska utrymmet är trängt. I valet år 2017 fick president Kagame 98,8 procent av rösterna.  Grundlagen har ändrats så att han kan sitta kvar fram till år 2034  